# Haberekh
Haberekh (in ebraico הַבֶּרֶךְ‎?, lett. "Il ginocchio") è un film del 2021 scritto e diretto da Nadav Lapid.
È stato presentato in concorso al 74º Festival di Cannes, dove ha vinto il premio della giuria.

## Trama
Y., un regista dissidente israeliano con in progetto un film su Ahed Tamimi, giunge in un villaggio sperduto nel deserto del Negev per presenziare alla proiezione di un suo film. Lì incontra Yahalom, una funzionaria del Ministero della cultura che ufficialmente dovrebbe fargli da guida, ma che si rivela animata da ben altri scopi, rappresentati da una misteriosa lettera che vuole fargli firmare. Biloso e impotente, Y. si lancia a capofitto in due battaglie perse: una contro la morte della libertà nel suo Paese e l'altra contro la morte di sua madre.

## Produzione
Nadav Lapid ha cominciato a scrivere il film nel luglio del 2018, circa un mese dopo la morte per cancro di sua madre, Era, che aveva montato tutti i suoi lungometraggi. La produzione è avvenuta in tempi relativamente brevi: la sceneggiatura è stata completata in due settimane (la stesura di quella di Synonymes era durata 18 mesi, mentre quella di Haganenet 15) e le riprese sono cominciate nel giro di un anno. Nonostante nel frattempo avesse vinto l'Orso d'oro con Synonymes, Lapid ha scelto di mantenere basso il budget per rispettare il senso d'urgenza che aveva permeato il progetto. Le riprese sono durate 18 giorni. Lapid ha scelto di non chiedere alcun finanziamento all'Israeli Film Fund se non dopo la fine delle riprese dati i contenuti del film, che, se resi pubblici prima del tempo, avrebbero reso la sua realizzazione molto difficile.
Per la trama in sé, si è ispirato a quando si era trovato a introdurre una proiezione di Haganenet in un villaggio nel deserto di circa 500 abitanti (Sapir, nell'Arava), mentre il resto è stato ispirato dall'accoglienza riservata in patria a Synonymes.

## Promozione
Il trailer del film è stato diffuso online il 6 luglio 2021.

## Distribuzione
Il film è stato presentato in anteprima il 7 luglio 2021 in concorso alla 74ª edizione del Festival di Cannes. È stato distribuito nelle sale cinematografiche francesi da Pyramide Distribution a partire dal 15 settembre 2021.

## Riconoscimenti
- 2021 - Festival di Cannes[1][2]
  - Premio della giuria
  - In concorso per la Palma d'oro